# Супербоул XXXV
Супербоул XXXV (англ. Super Bowl XXXV) — 35 решающая игра НФЛ. В матче играли Балтимор «Рэйвенс» от Американской Футбольной Конференции и Нью-Йорк «Джайентс». Балтимор уверенно победил со счётом 34-7.

## Трансляция
В США игру транслировал CBS. Для CBS это был первый Супербоул со времён XXVI в 1992 году.

## Ход матча
ПЕРВАЯ ПОЛОВИНА
В середине первой четверти, Балтимор, делает 38-ярдовый тачдаун. После этого команды будут обмениваться потерями и пантами, а очки наберут только к перерыву. Балтимор забьет филд гол. К перерыву счет будет 10-0 в пользу Балтимора.
ВТОРАЯ ПОЛОВИНА
За три минуты до конца третьей четверти перехватом в тачдаун, Балтимор, делает счет 17-0, но уже через 18 секунд Нью-Йорк сделает тачдаун возвращением кик-оффа (на 97 ярдов). Следующий кик-офф тоже был возвращен в тачдаун. Первый раз в истории команды 2 раза подряд возвращали кик-офф в тачдаун. Счет перед началом четвёртой четверти был 24-7 в пользу Балтимора. В середине четвёртой четверти, Балтимор, оформляет тачдаун. За пять минут 34-ярдовый филд гол от Балтимора ставит точку в игре.
Супербоул XXXV: Балтимор Рэйвенс 34, Нью-Йорк Джайентс 7
|                | 1 | 2 | 3  | 4  | Всего |
| -------------- | - | - | -- | -- | ----- |
| Рэйвенс (АФК)  | 7 | 3 | 14 | 10 | 34    |
| Джайентс (НФК) | 0 | 0 | 7  | 0  | 7     |

на стадионе Раймонд , Флорида.
- Дата : 28 января 2001 г.
- Время игры : 6:28 вечера EST.
- Погода в игре : 18 ° C, ясно

BAL-Балтимор, NY-Нью-Йорк, ЭП-Экстрапоинт
■ Первая четверть:.
- BAL-6:50-38-ярдовый тачдаун+ЭП, Балтимор повел 7:0

■ Вторая четверть:
- BAL-1:41-47-ярдовый филд гол, Балтимор ведет 10:0

■ Третья четверть:
- BAL-3:49-тачдаун после перехвата на 49 ярдов+ЭП, Балтимор ведет 17:0
- NY-3:31-97-ярдовый возврат в тачдаун+ЭП (после кик-оффа), Балтимор ведет 17-7
- BAL-3:13-84-ярдовый возврат в тачдаун+ЭП (после кик-оффа), Балтимор ведет 24:7

■ Четвёртая четверть:
- BAL-8:45-3-ярдовый тачдаун+ЭП, Балтимор ведет 31:7
- BAL-5:27-34-ярдовый филд гол, Балтимор ведет 34:7